# 野三关站
野三关站，原名巴东站，位于中华人民共和国湖北省恩施土家族苗族自治州巴东县野三关镇柳家山社区，是沪汉蓉快速客运通道宜万铁路段上的火车站，于2012年10月18日启用营运，由武汉铁路局管辖。

## 歷史
- 2012年10月18日通车启用，站名巴东站。
- 2022年4月1日，巴东站正式更名为野三关站。[3]

## 外部連結
- 中国铁路客户服务中心 （页面存档备份，存于）